# دیوید پیل یتس
دیوید پیل یتس (انگلیسی: David Peel Yates؛ ۱۰ ژوئیه ۱۹۱۱ – ۱۹۷۸) فرد نظامی اهل بریتانیا بود. وی همچنین برندهٔ جوایزی همچون نشان حمام، نشان سلطنتی ویکتوریایی، و نشان امپراتوری بریتانیا شده‌است.